# SpaceX Crew-3
SpaceX Crew-3 foi o terceiro voo operacional do Crew Dragon e o quarto voo tripulado no geral. A missão foi lançada no dia 11 de novembro de 2021. Numa coletiva de imprensa realizada em 2 de maio de 2021, Steve Stich, gerente do Programa de Tripulações Comerciais, disse que a Crew-3 viria a usar uma nova Dragon. A Crew-3 levou três astronautas da NASA e um da ESA para a ISS numa missão de seis meses.
A missão foi lançada com sucesso em 11 de novembro de 2021 às 02:03:31 UTC para a Estação Espacial Internacional.
A Endurance elevou para mais de 600 o número de humanos que já estiveram no espaço: Maurer (600) e Barron (601).

## Tripulação
A missão teve o astronauta alemão Matthias Maurer. Os astronautas da NASA Raja Chari e Thomas Marshburn foram adicionados no dia 14 de dezembro de 2020.
Principal
| Posição                  | Astronauta       |
| ------------------------ | ---------------- |
| Comandante da espaçonave | Raja Chari       |
| Piloto                   | Thomas Marshburn |
| Especialista de missão 1 | Matthias Maurer  |
| Especialista de missão 2 | Kayla Barron     |
| [ 2 ] [ 3 ] [ 9 ] [ 10 ] |                  |

Suplente
| Posição                  | Astronauta             |
| ------------------------ | ---------------------- |
| Comandante da espaçonave | Kjell Lindgren         |
| Piloto                   | Robert Hines           |
| Especialista de missão 1 | Samantha Cristoforetti |
| Especialista de missão 2 | Stephanie Wilson       |
| [ 11 ] [ 12 ] [ 13 ]     |                        |

## Missão
A terceira missão operacional do Programa de Tripulações Comerciais tinha o lançamento originalmente marcado para o dia 31 de outubro de 2021. Entretanto, foi adiado para o dia 3 de novembro de 2021 devido ao clima ruim no Oceano Atlântico e então no dia 1 foi adiado para o dia 7 de novembro devido a um problema médico na tripulação.
Devido aos adiamentos, a NASA passou a considerar trazer a Crew-2 de volta antes do lançamento da Crew-3, assim sendo a primeira transferência indireta de tripulações na ISS entre as Crew Dragons. De acordo com a NASA, a agência decidiu pousar a Crew-2 antes de lançar a nova tripulação. A Crew-2 deixou a ISS no dia 7 e amerissou no dia 8 de novembro de 2021. O lançamento da Crew-2 ocorreu as 02:03 UTC do dia 11 de novembro.
O segmento Europeu da missão foi chamado de "Cosmic Kiss".